# Krb

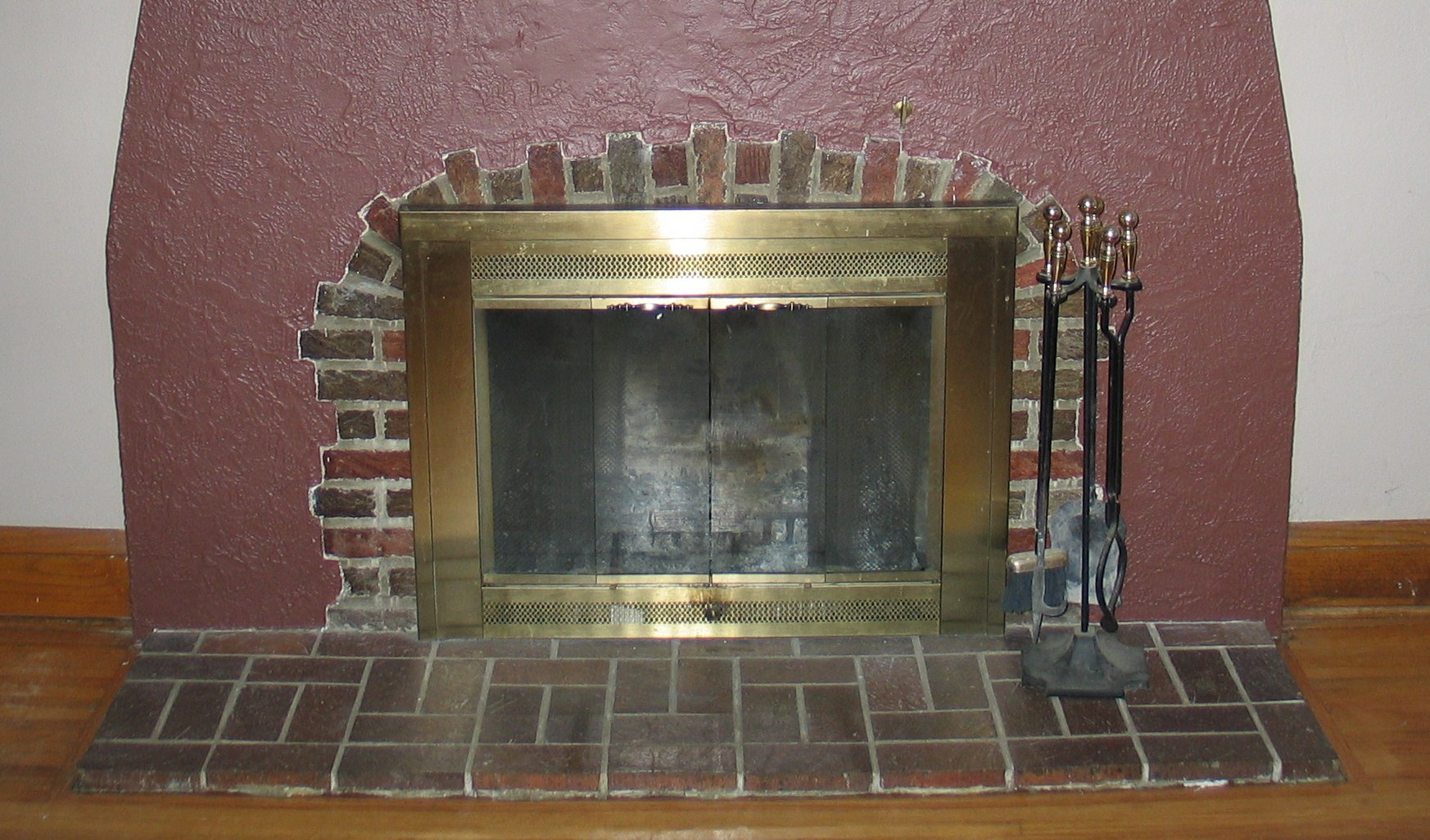
Krb

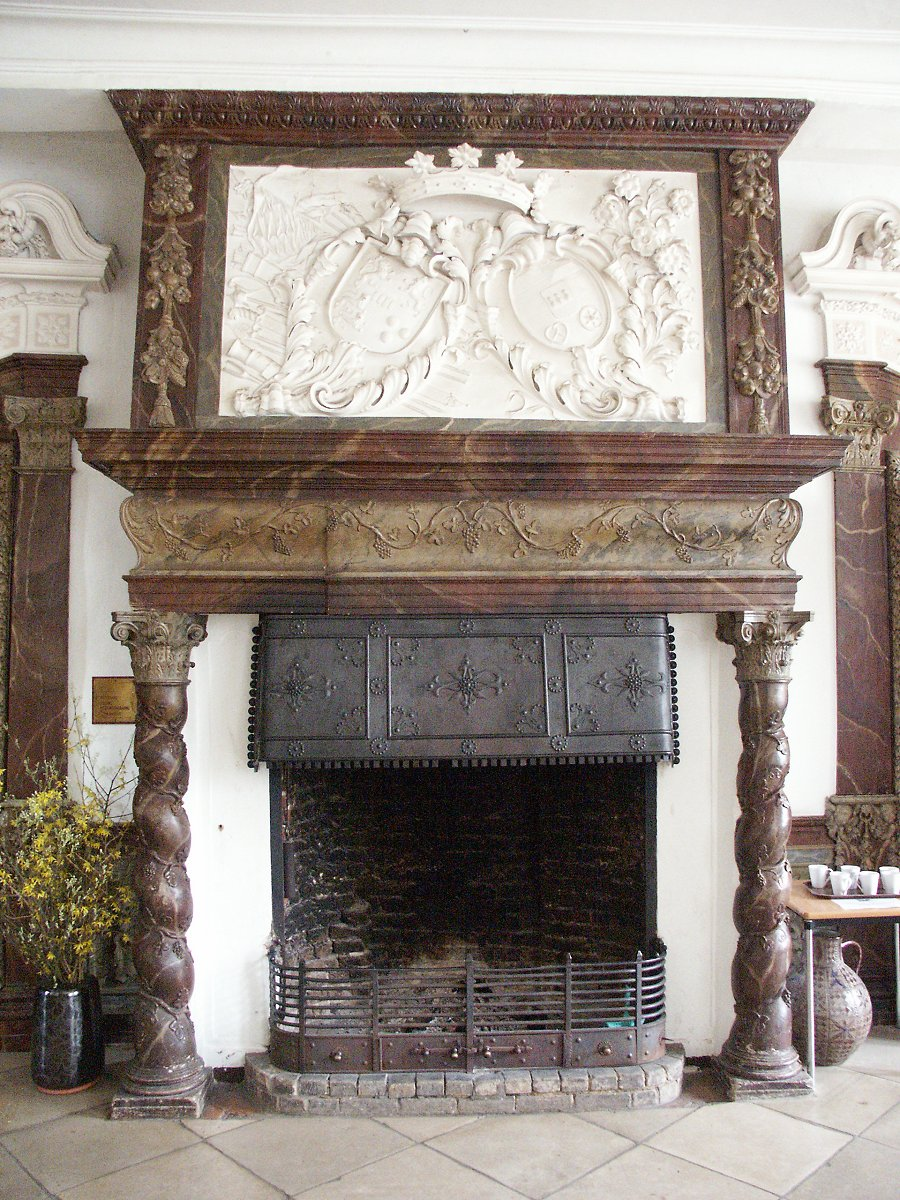
Zámecký krb

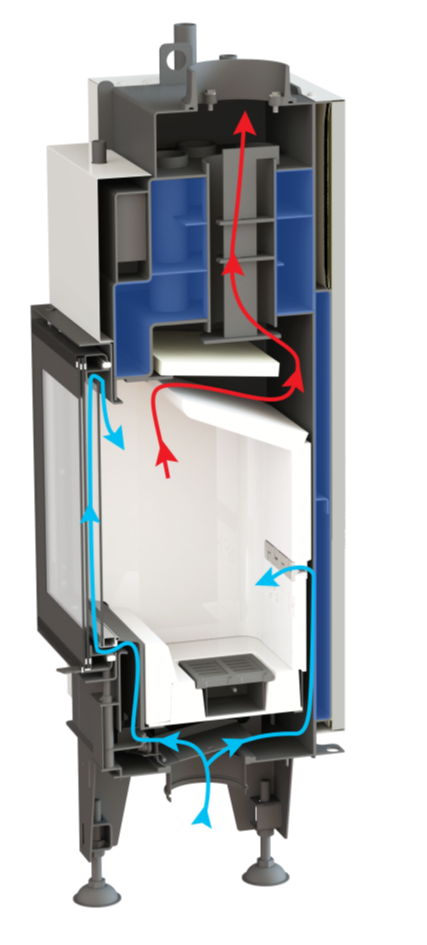
Řez teplovodní krbovou vložkou BEF AQUALITE 6 se znázorněním rozvodu spalovacího vzduchu a rozložením teplovodních výměníků.

Krb je označení pro speciální zařízení určené k udržování ohně v domě. V dřívějších dobách se využíval krb jako zařízení pro vytápění domů (staveb), či jako místo pro vaření, ale dnes je možné se setkat i s čistě dekorativními krby, kde oheň je udržován přiváděným zemním plynem. Zvláštním typem krbu je osvětlovací krbeček. Krb je většinou situován v centrální části domu, tak aby vytápěl pokud možno celý objekt. Tvořen je zpravidla z pálených cihel, ale může být konstruován i z jiných ohnivzdorných materiálů (kupř. z vhodných druhů kamene apod.). Krby mohou být postaveny i na zahradě, potom se jedná o zahradní krb.
Oproti otevřenému krbu nejsou krbová kamna napevno vystavěná v budově a mají uzavřené ohniště. Jde o kamna na fosilní paliva nebo biomasu, která stojí před nebo vedle komínu, na který jsou připojena kamnovou rourou. Krbové vložky jsou podobné jako kamna, ale oproti krbovým kamnům jsou krbové vložky obezděné a vytvářejí tak zajímavou kombinaci mezi otevřeným klasickým krbem a krbovými kamny.
Krb má a měl své tradiční místo v domě, dodnes v anglicky mluvících zemích udržován zvyk věšet ponožku na krb o Vánočních svátcích, protože Santa Claus se do domu údajně dostává právě přes krb a komín. Krb byl místem, kde se scházela rodina a kde probíhala rodinná rada (tzv. rodinný krb).

## Konstrukce
Krbová kamna i krbové vložky jsou vyrobeny z litiny nebo ocelového plechu a mají často skleněná dvířka umožňující nerušený pohled do prostoru hoření. Každý krb je složen z několika částí, které dohromady tvoří celé vytápěcí zařízení:
- ohniště (topeniště) – místo kde je udržován oheň a kam se přikládá hořlavý materiál,
- popeliště (popelník) – místo je situováno pod krbem a padá tam odpadní materiál vzniklý hořením, jedná se o neshořelé části paliva, tj. popel,
- komín – zařízení, kterým jsou odváděny plynové spaliny vzniklé spalováním paliva (tj. jeho oxidací).

Své teplo předávají vytápěnému prostoru částečně tepelným zářením a částečně konvekcí (proudění tepla). Tvar a provedení prostoru hoření a ventilace udávají požadovaný způsob hoření. Nejefektivnější krbová kamna a krbové vložky dosahují účinnosti přes 80 %. Běžná kachlová kamna předávají většinu tepla ve formě tepelného záření naproti tomu litinová kamna nebo vložky, resp. kamna nebo vložky s menší masou materiálu předávají většinu svého tepla konvekcí. V současnosti bývají do obytných prostor montovány také přenosné obdoby krbů, která jsou známa pod označením krbokamna.

### Teplovodní výměník
Moderní, do vody topící krbová kamna a krbové vložky napájejí velkou částí svého tepla pomocí teplovodního výměníku do vodního okruhu centrálního (ústředního) vytápění. K tomu navíc vytápějí (stejně jako kamnová roura mezi kamny a komínem) prostor ve kterém jsou umístěny. Tímto dochází k rovnoměrnému rozdělení tepelné energie v domě, působí jako vytápění s centrálním kotlem a mohou dle způsobu zapojení být i zdrojem teplé vody a umožňují úlevu nebo dokonce nahrazení např. plynového vytápění a zároveň nedochází k přehřátí prostoru ve kterém je dané topidlo umístěno. Plynové topení tak přebírá úlohu topení a zajištění teplé vody v čase pracovních dnů. Ve spojení se zásobníkem teplé vody může být tepelná energie z ohně uložena na několik hodin a následně využita např. k osprchování se druhý den ráno. V České republice jsou instalace krbových kamen a krbových vložek s teplovodním výměníkem řízeny technickou normou ČSN a musí ve svých obvodech mít nainstalovány různé bezpečnostní prvky pro případ např. výpadku elektrického proudu k oběhovému čerpadlu tak, aby nedošlo k přehřátí a tím způsobenému přetlakování systému. Stav s přetlakovaným systémem bez bezpečnostních prvků by mohl způsobit výbuch, resp. roztržení výměníku a následné způsobení vážných zranění a popálenin.

## Emise

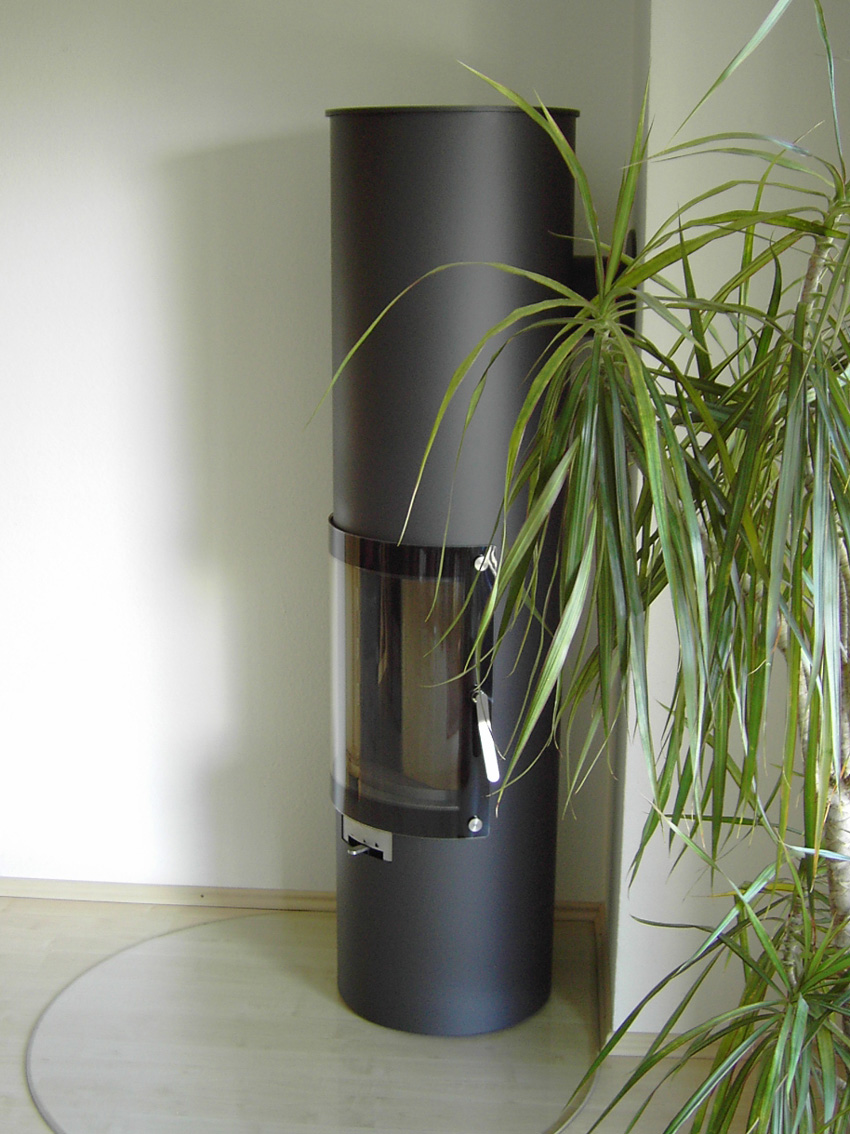
Moderní krbová kamna s velkými skleněnými dvířky

Celková situace v oblasti vypouštění emisí z tepelných zdrojů není v současné době v České republice nijak regulovaná[zdroj?] a není nutné v rámci provozování takovýchto tepelných zdrojů v rodinných domech dodržovat emisní limity nebo provádět měření vypouštěných emisí. V okolních zemích je situace zcela odlišná a např. v Německu jsou krbová kamna a krbové vložky s výkonem > 15 kW vztaženy spolkové, tzn. celostátní předpisy, ve kterých jsou uvedeny na ochranu životního prostředí, které musí splnit výrobce a po převzetí k provozu i provozovatel takového zařízení. U krbových kamen a krbový vložek s výkonem ≤ 15 kW se týkají okresní, resp. zemské předpisy ve kterých se liší jednotlivé emisní požadavky region od regionu.
V České republice se již několikrát uvažovalo a o zavedení takových předpisů, ale vždy skončily buď jako návrh nebo neprošly schvalovacím procesem jednotlivých institucí. Jediným platným předpisem dotýkajícím se soukromých staveb rodinných domů bylo od roku 2011 až do začátku roku 2016 nařízení vlády č. 91/2010 Sb., o podmínkách požární bezpečnosti při provozu komínů, kouřovodů a spotřebičů paliv. Toto nařízení bylo závazné pro všechny, tedy jak pro nepodnikající fyzické osoby, tak pro osoby podnikající a právnické osoby.

## Příběh
V dobách rytířství hrály na pódiu hlavní rodinný obrázek také velké krby, kromě vytápění místností a přípravy impozantního množství různých pokrmů. Přímo nad krbem zpravidla visel obraz hlavy klanu nebo nejslavnějšího člena rodiny.

## Energetická bilance
Moderní krbová kamna a krbové vložky, ty ve kterých jsou používány obnovitelné zdroje energie jako jsou např. palivové dřevo, dřevěné brikety, dřevěné pelety, papír nebo bioethanol jsou na rozdíl od těch, ve kterých se používají fosilní paliva, výrazně menším zdrojem pro tvorbu skleníkového efektu. Pro krbová kamna a krbové vložky s teplovodním výměníkem se doporučuje stupeň účinnosti alespoň 60 %, bez teplovodního výměníku není stupeň účinnosti až tak rozhodující. V některých zemích Evropy (Německo, Švýcarsko a Rakousko) se v poslední době diskutuje o zavedení minimálního stupně účinnosti formou zákona. Změny k tomu potřebné, jako jsou každoroční měřitelné přezkušování stupně účinnosti spojené s měřením emisí jemného prachu jsou v současné době ve fázi technické přípravy a uvažuje se o výpočtu mezi stupněm účinnosti a emisemi.
Při užití 1 prm (prm = prostorový metr poskládaného dřeva v prostoru 1x1x1 m) suchého uskladněného palivového dřeva, což odpovídá zhruba 500 kg dřeva, obsahuje cca 2100 kWh energie, což odpovídá cca 210 litrům, resp. 170 kg topného oleje nebo 210 m³, resp. 166 kg zemního plynu, což při ceně plynu 14 a více Kč za m³ (v roce 2011) znamená minimálně 2940 Kč. U vzduchosuchého dřeva (zbytková vlhkost 10–20 %) je výhřevnost cca 3,9–4,6 kWh/kg. Výhřevnost je odvislá od druhu dřeviny (dřevo z jehličnatého nebo listnatého stromu). Hodně výrobců dřevěných briket udávají výhřevnost cca 4,5 kWh/kg. V průměru váží jedna briketa cca 0,8–1 kg. Výhřevnost bioethanolu se udává cca 8 kWh/kg. Dobré spalování se pozná také podle světle šedého až šedého popela, který neobsahuje žádné zbytky uhlíku. Tento popel může být využit na zahradě jako hnojivo nebo jako přísada v kompostu, protože se skládá z minerálů a vápence.

## Předpoklady certifikace pro používání
V rámci EU existuje jednotný systém a předpisy pro uvádění na trh krbových kamen nebo krbových vložek. V současnosti existují dva způsoby k získání certifikace topného zařízení pro každého výrobce:
- certifikace dle CE
- certifikace dle národních předpisů (v České republice normy ČSN EN)

Obě certifikace platí v prostoru celé Evropské unie. Na výrobním štítku musí být uvedena značka CE s uvedením zkušební normy, nebo národní číslo oprávnění. Oboje ale není přípustné, jelikož se navzájem na základě právních ustanovení vylučují. Prodává-li výrobce topné zařízení se značkou CE bez příslušné a úspěšné zkoušky dle EU normy nebo bez příslušného národního povolovacího čísla se vystavuje udělení nemalé pokuty a z tohoto jednání vyplývajících škod. Kominík vždy dbá při přejímání zařízení na označení značkou CE nebo národním číslem povolení.